# Албонезе
Албонезе (итал. Albonese) је насеље у Италији у округу Павија, региону Ломбардија.
Према процени из 2011. у насељу је живело 558 становника. Насеље се налази на надморској висини од 115 м.

## Становништво
Према резултатима пописа становништва 2011. у општини је живело 565 становника.
| 1931. | 1936. | 1951. | 1961. | 1971. | 1981. | 1991. | 2001. | 2011. |
| ----- | ----- | ----- | ----- | ----- | ----- | ----- | ----- | ----- |
| 811   | 829   | 846   | 843   | 609   | 518   | 476   | 504   | 565   |